# HMS Louis (K515)
HMS Louis (K515) là một tàu frigate lớp Captain của Hải quân Hoàng gia Anh hoạt động trong Chiến tranh Thế giới thứ hai. Nó nguyên được Hoa Kỳ chế tạo như là chiếc DE-517, một tàu hộ tống khu trục lớp Evarts, và chuyển giao cho Anh Quốc theo Chương trình Cho thuê-Cho mượn (Lend-Lease). Nó là chiếc tàu chiến thứ hai của Hải quân Anh được đặt tên theo Chuẩn đô đốc Sir Thomas Louis (1758-1807), người từng tham gia các cuộc Chiến tranh Cách mạng Hoa Kỳ, Chiến tranh Cách mạng Pháp và Chiến tranh Napoleon. Nó đã phục vụ cho đến khi chiến tranh kết thúc tại Châu Âu, hoàn trả cho Hoa Kỳ năm 1946, và cuối cùng bị bán để tháo dỡ trong chính năm đó.

## Thiết kế và chế tạo
Những tàu frigate lớp Captain thuộc phân lớp Evarts có chiều dài chung 289 ft 5 in (88,21 m), mạn tàu rộng 35 ft 1 in (10,69 m) và độ sâu mớn nước khi đầy tải là 8 ft 3 in (2,51 m). Chúng có trọng lượng choán nước tiêu chuẩn 1.140 tấn Anh (1.160 t); và lên đến 1.430 tấn Anh (1.450 t) khi đầy tải. Hệ thống động lực bao gồm bốn động cơ diesel General Motors Kiểu 16-278A nối với bốn máy phát điện để vận hành hai trục chân vịt; công suất 6.000 hp (4.500 kW) cho phép đạt được tốc độ tối đa 21 kn (24 mph; 39 km/h), và có dự trữ hành trình 4.150 nmi (4.780 mi; 7.690 km) khi di chuyển ở vận tốc đường trường 12 kn (14 mph; 22 km/h).
Vũ khí trang bị bao gồm ba pháo 3 in (76 mm)/50 cal trên tháp pháo nòng đơn có thể đối hạm hoặc phòng không, một khẩu đội 1,1 inch/75 caliber bốn nòng và chín pháo phòng không Oerlikon 20 mm. Vũ khí chống ngầm bao gồm một dàn súng cối chống tàu ngầm Hedgehog Mk. 10 (có 24 nòng và mang theo 144 quả đạn); hai đường ray Mk. 9 và tám máy phóng K3 Mk. 6 để thả mìn sâu.
DE-517 được đặt lườn tại Xưởng hải quân Boston ở Boston, Massachusetts vào ngày 9 tháng 7, 1943; nó được hạ thủy vào ngày 13 tháng 8, 1943. Con tàu được chuyển giao cho Anh Quốc vào ngày 9 tháng 11, 1943, đồng thời nhập biên chế cùng Hải quân Hoàng gia Anh như là chiếc HMS Louis (K515) dưới quyền chỉ huy tạm thời của quyền Hạm trưởng, Thiếu tá Hải quân Robert Johnston.

## Lịch sử hoạt động
Trong quá trình phục vụ cùng Hải quân Hoàng gia Anh, Louis hoạt động trong vai trò chính là hộ tống các đoàn tàu vận tải tại vịnh Biscay, Bắc Đại Tây Dương và biển Bắc Cực từ năm 1943 đến năm 1945. Vào ngày 24 tháng 8, 1944, nó đã dùng mìn sâu đánh chìm tàu ngầm U-boat Đức U-445 tại vịnh Biscay về phía Tây St. Nazaire, Pháp, tại tọa độ 47°21′B 005°50′T / 47,35°B 5,833°T.
Sau khi chiến tranh chấm dứt tại Châu Âu, Louis được hoàn trả cho Hoa Kỳ tại Xưởng hải quân Philadelphia ở Philadelphia, Pennsylvania vào ngày 20 tháng 3, 1946, nhằm giảm bớt chi phí mà Anh phải trả cho Hoa Kỳ trong Chương trình Cho thuê-Cho mượn (Lend-Lease). Hải quân Hoa Kỳ đã bán con tàu cho hãng Commonwealth of Pennsylvania vào ngày 17 tháng 6, 1946 để tháo dỡ.